# シオン (スイス)
シオン（Sion）は、スイス南部、ヴァレー州の基礎自治体（コミューン・ミュニシパル）で同州の州都。ローヌ川左岸に位置している。スイス有数のワインの産地で、ヴァレー産ワインの集散地となっている。ドイツ語名はジッテン（Sitten）、ラテン語名はセドゥヌム（Sedunum）。

## 歴史
新石器時代の遺跡が発見されており、それからケルト人の時代に発展し始めた。シオンの語源は、この地域に住んでいたケルト人の種族に由来するラテン語の Sedunum から来ている。 紀元前1世紀に周辺地域と共に、ローマ人に占領された。シオンの市庁舎にはローマの碑文が残されている。ローマカトリックのシオン教区は4世紀に創設され、スイスでは最も古く、アルプスの以北でも最も古い教区の一つである。サヴォイア家との抗争に対抗し、中世において宗教上の世界のみならず、世俗の権力においてもヴァレー地方全域に支配を及ぼした。
近年では1976年、2002年、2006年の冬季オリンピックの開催地に立候補したが、デンバー（のちにインスブルックに変更）、ソルトレイクシティ、トリノにそれぞれ敗れた。

## 観光
- ヴァレール

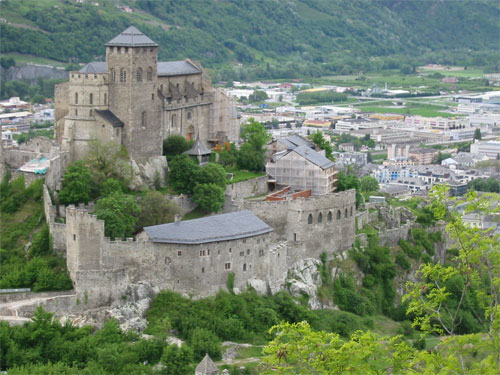
ノートル・ダム・ド・ヴァレール

シオンの町を見下ろす丘の上に城と教会がある。寺院として12/13世紀に建てられたヴァレール城の内部には、州の歴史博物館が入っている。城壁内には司教座参事会員の住居が置かれていた。ノートルダム・ド・ヴァレール教会は12世紀に着工されたもの。教会の木製オルガンは15世紀のもので、演奏可能なオルガンとして世界最古である。
- トゥールビヨン

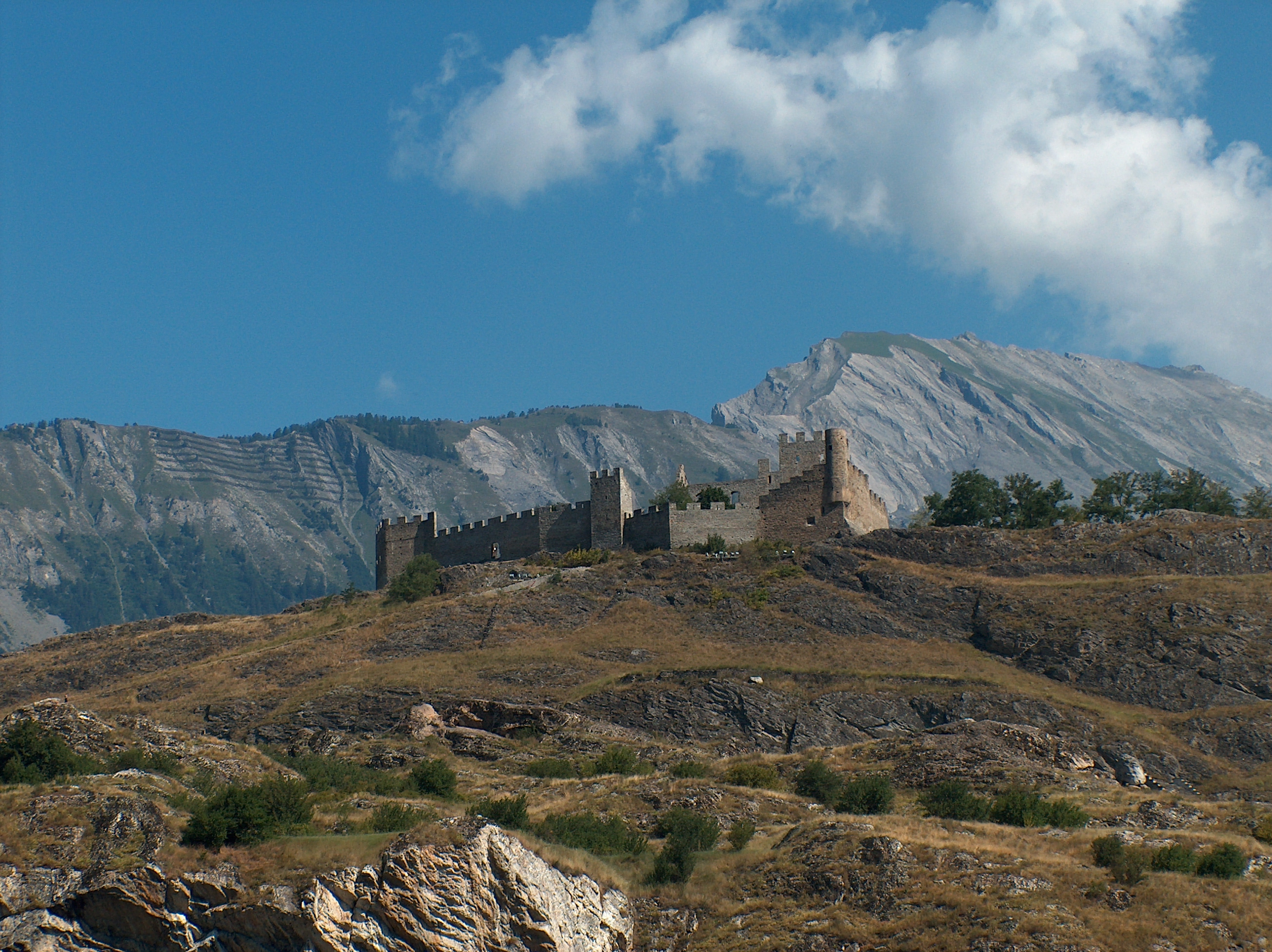
シャトー・ド・トゥールビヨン

ヴァレールに並び立つ丘。丘の上にトゥールビヨン城と司教館の廃墟がある。城の着工は14世紀初頭だが、この丘は先史時代から保塁として使われていた。戦略上の拠点として、13世紀末、シオンの司教によって城が築かれた。1788年シオンを襲った大火により、トゥールビヨン城も破壊された。
- サン・レオナールの地底湖

シオン近郊にあるヨーロッパ最大の地底湖。洞窟の中にある湖で、起伏に富んだ地形を船で楽しむことができる。

## 交通
- シオン空港
ブライトリング･ジェットチームのエアショーが開催される。

## スポーツ
- FCシオン（サッカークラブ）